# Irisbus Citelis
Irisbus Citelis es un autobús urbano con accesibilidad a personas de movilidad reducida producido por Irisbus. Fue presentado en 2005 como reemplazo del Agora y reemplazo del CityClass en 2008. Se presentaron dos variaciones: Citelis 12, que es el estándar de 12 m (39 pies) de longitud, y Citelis 18, que es articulado y mide 18 m (59 pies). Los modelos Citelis usan motores Euro 4, Euro 5 & EEV. Los buses podían haber sido construidos como trolebuses, haciendo uso de cables eléctricos superiores para su propulsión en lugar de combustible. La versión trolebús del Citelis es también conocida como Skoda 24Tr, especialmente en Europa del Este.
El Citelis se produjo en las fábricas de Irisbus en Annonay (Francia) (antes Renault V.I.), Vysoké Mýto (República Checa) (Karosa) y, hasta 2011, la fábrica italiana de Valle Ufita, Flumeri (Italia) (cerrada en 2011). Se expandió por el mercado europeo, con especial presencia en Francia e Italia, sus países de origen.

## Uso
Los vehículos Citelis fueron introducidos en 2007 en la red de trolebuses de Bucarest gestionado por RATB y en 2006 o 2007 en Riga, capital de Letonia, donde son propiedad de Rīgas Satiksme. Son así mismo utilizados por la RATP en París, el VER de Alemania en Brno y Praga, República Checa, por la ATM en Milán, por Strætó bs en Reikiavik, por numerosas empresas que estaban carrozados por Castrosua, Hispano carrocera y Nogebus en España, TEC en Bélgica, en Islandia, en Plovdiv, Bulgaria por Hebros Bus,  en Varna, Bulgaria por Transtriumph Holding y por DPMK en Košice y desde el 14 de abril de 2011 también en SAD Trnava en Trnava y serán utilizados en Zagreb, Croacia.
Un chasis de Citelis 18 CNG fue convertido a conducción derecha y el cuerpo por Custom Coaches en 2008-2009. Está siendo actualmente operado por sWAn transit, que es uno de los tres contratistas que operan buses bajo la marca Transperth en Perth, Australia Occidental.
En España, el Citelis también se vende como chasis carrozable, pudiendo ser carrozado por Castrosua, TATA-Hispano, o Nogebus.

## Historia
Irisbus presentó el Citelis en mayo de 2005, como sucesor del Iveco CityClass y Agora lanzado diez años antes. Las primeras unidades de producción se entregaron a los operadores a principios de la segunda mitad de 2005. Durante unos meses, Irisbus entregó CityClass, Agora y Citelis.
El diseño del Citelis se deriva en parte del de Agora y CityClass, de los que toma muchos componentes y comparte la plataforma (Agora). (Conocido en España como Citybus)
En 2007, cuando se interrumpió la venta del CityClass, el Citelis reemplazó de facto este vehículo en el catálogo, en particular en los mercados italiano y europeo, donde se vendieron 10.000 ejemplares.
En su primera versión, el Citelis cumple con la norma Euro III. A partir de 2007, el vehículo se adaptó para cumplir la normativa Euro IV gracias a la tecnología de reducción catalítica selectiva. Los últimos Citelis fabricados cumplen la norma Euro V.
Los últimos Citelis se entregaron en Europa Occidental en 2014. Irisbus, ahora Iveco Bus, continuó entregando Citelis hasta 2015 en Kazajistán.

## Modelos

### Generaciones
La cubierta trasera se rediseñó ligeramente varias veces durante la producción (estándares Euro 4 y Euro 5/EEV), el cambio al estándar Euro 4 redujo de 5 a 2 el número de ventilaciones al lado del último panel de pub (heredado del Agora Euro 3), más importante, cambiando el sistema de apertura del capó. Por otro lado, las salidas de aire del motor, aunque redondeadas por estética, siguen siendo las mismas. Estas rejillas de ventilación del compartimiento del motor le habían causado muchos problemas a Renault cuando los Agoras instalaron motores Renault MIDR que se sobrecalentaron.

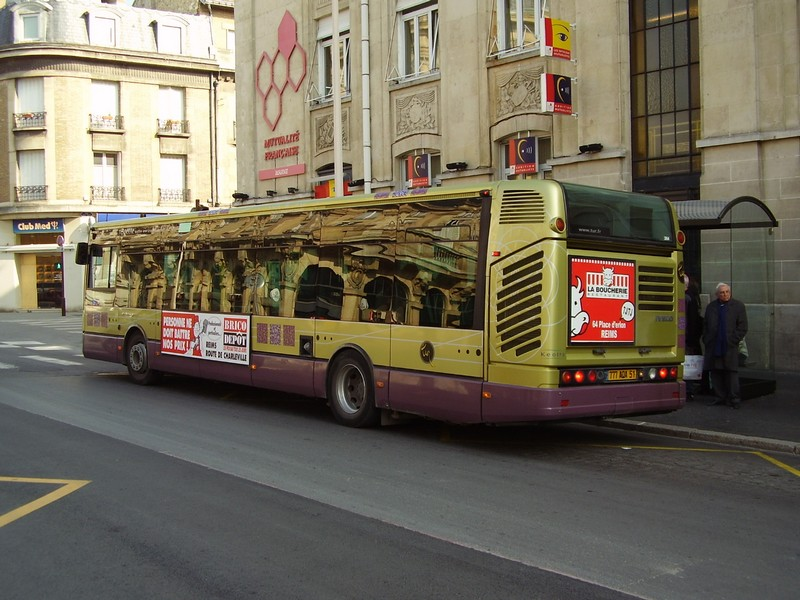
Parte trasera de 2005 (€3).
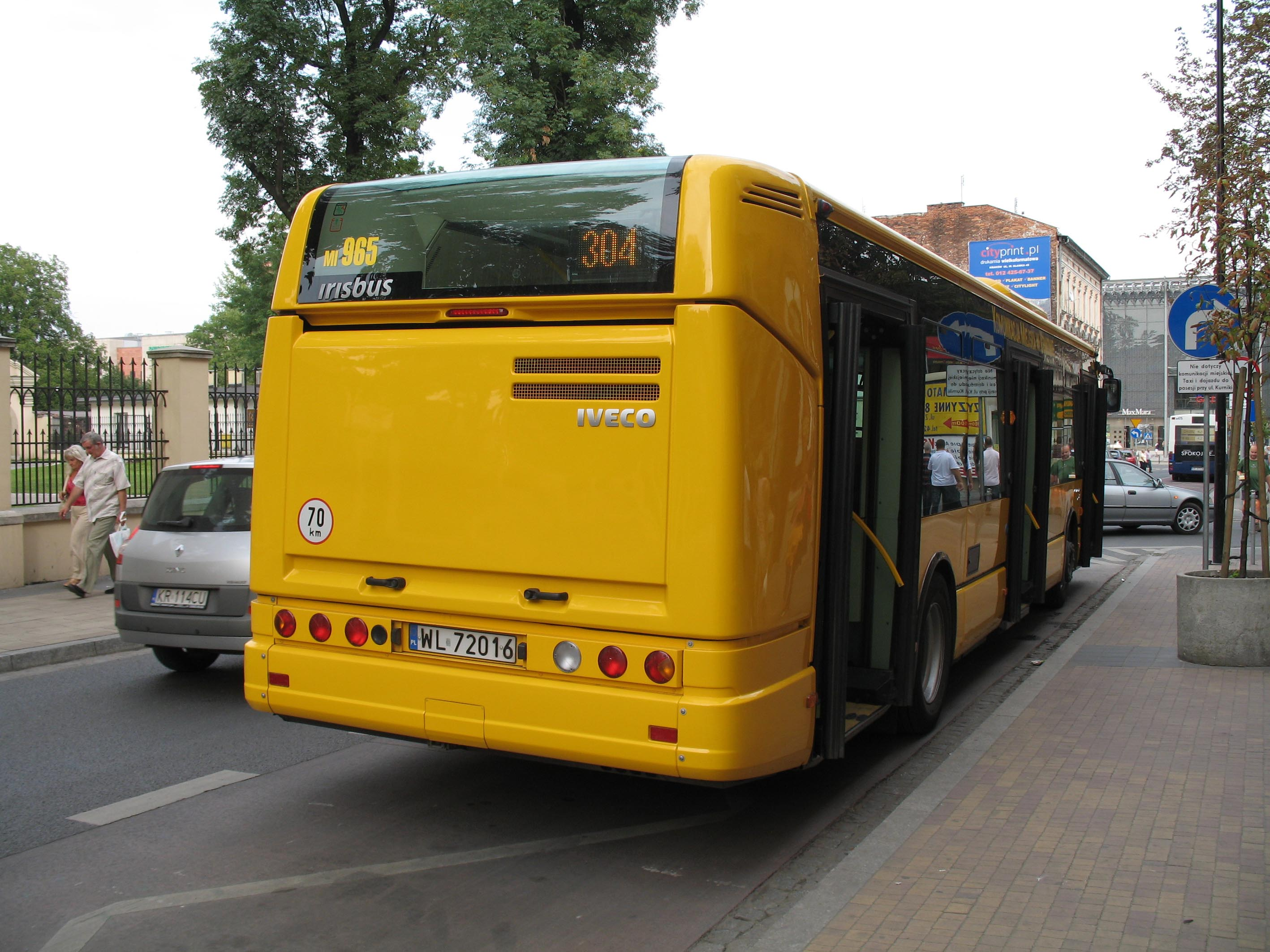
Parte trasera de 2008 (€4).
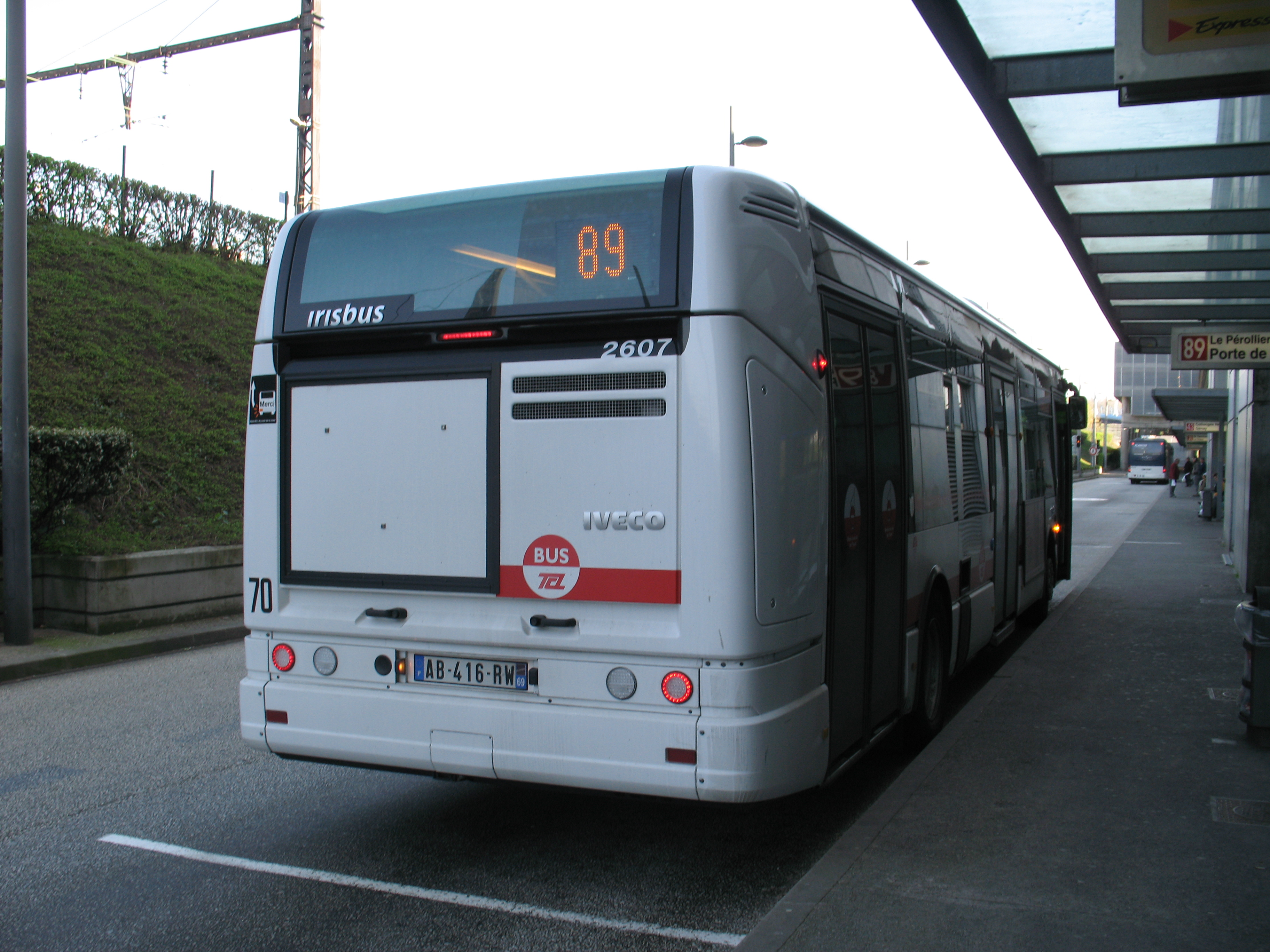
Parte trasera de 2009/2010 (€5).
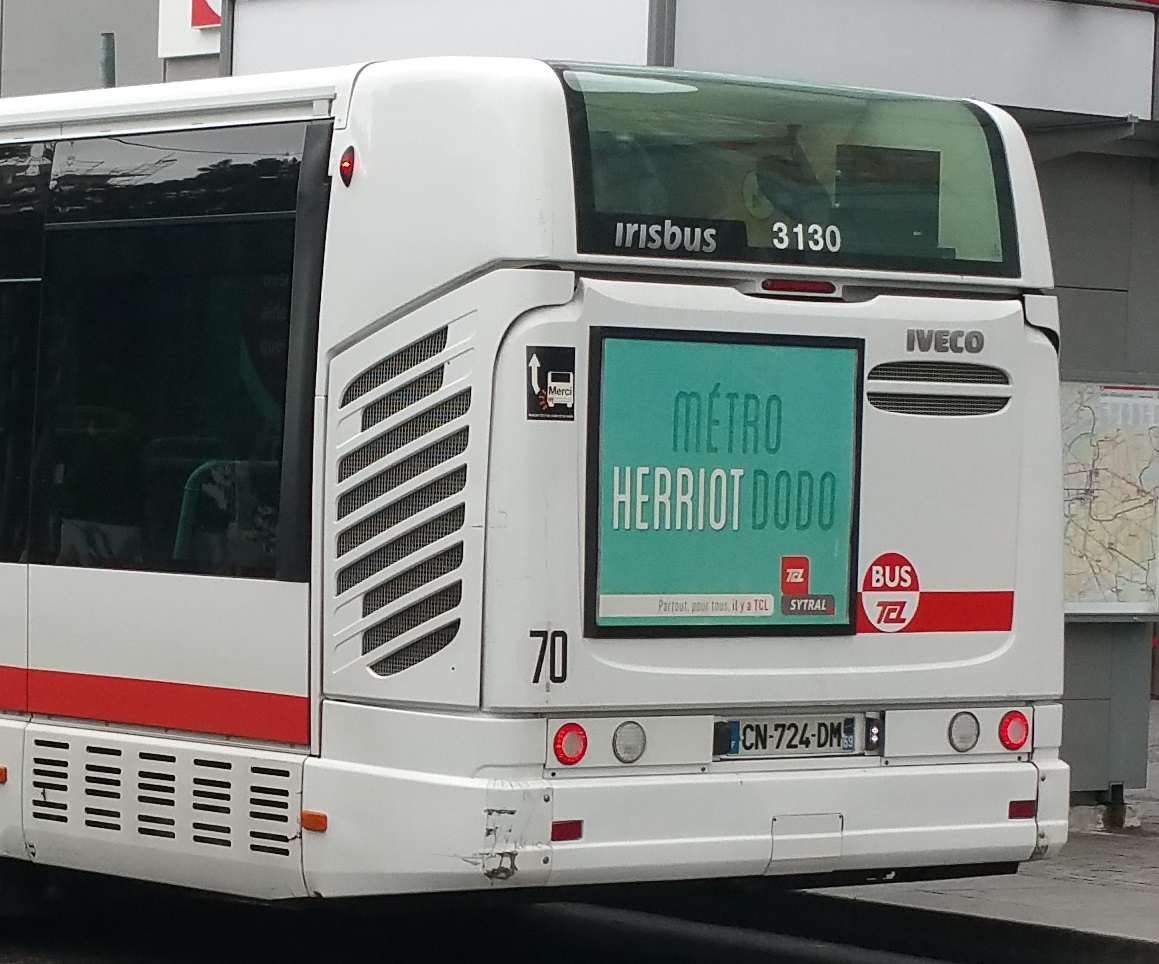
Parte trasera de 2011 (€5/EEV).

### Lista
- Versiones diésel:
  - Citelis 10, midibus
  - Citelis 12, autobus estándar
  - Citelis 18, autobus articulado
  - Citelis Line, autobus suburbano con motor longitudinal
- Versiones de GNC:
  - Citelis 10 GNV, midibus
  - Citelis 12 GNV, autobus estándar
  - Citelis 18 GNV, autobus articulado
- Motor híbrido:
  - Citelis 12 Hybrid, autobus estándar
  - Citelis 18 Hybrid, autobus articulado
- Trolebús:
  - Skoda 24Tr, trolebús estándar sobre la base del Citelis 12
  - Skoda 25Tr, trolebús articulado sobre la base de Citelis 18

### Citelis 10

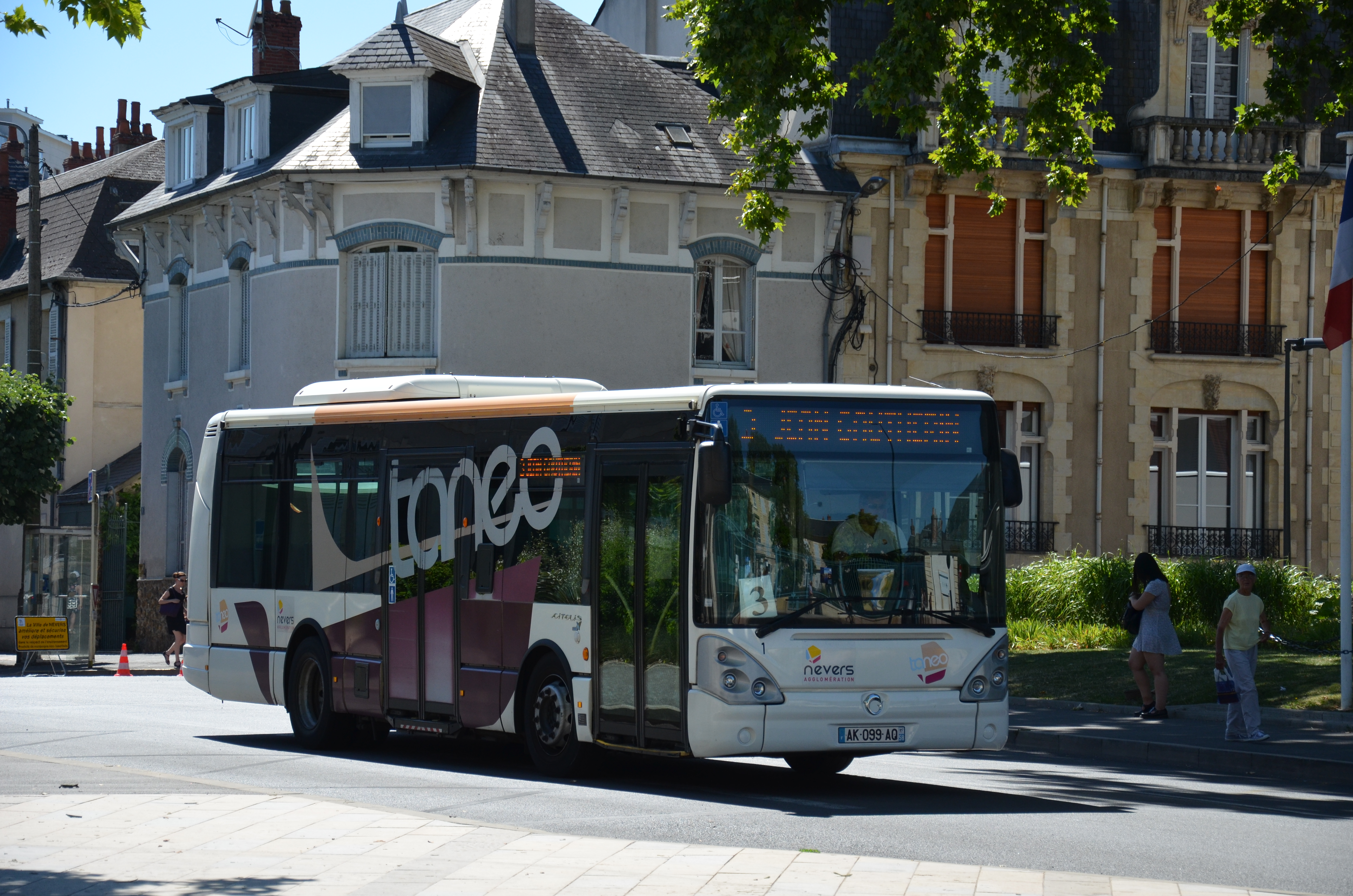
Irisbus Citelis 10 de la red de Neversois.

El Citelis 10 se lanzó en 2008. Está disponible una versión de GNC (Citelis 10 CNG). 
Reemplaza al Iveco CityClass 491.10. El Urbanway 10 de Iveco lo reemplazará. Su principal primo derivado es el Heuliez GX 127.

### Citelis 12
El Citelis 12 se lanzó en 2005. Está disponible una versión con motor de gas natural (Citelis 12 GNC). Esta versión cuenta con ocho tanques en su techo, es decir, 1240 litros de GNC.
Reemplaza a los Iveco 491 CityClass GNC y Agora S y será reemplazado por el Urbanway 12 de Iveco Bus. Su principal primo derivado es el Heuliez GX 327.

### Citelis 18

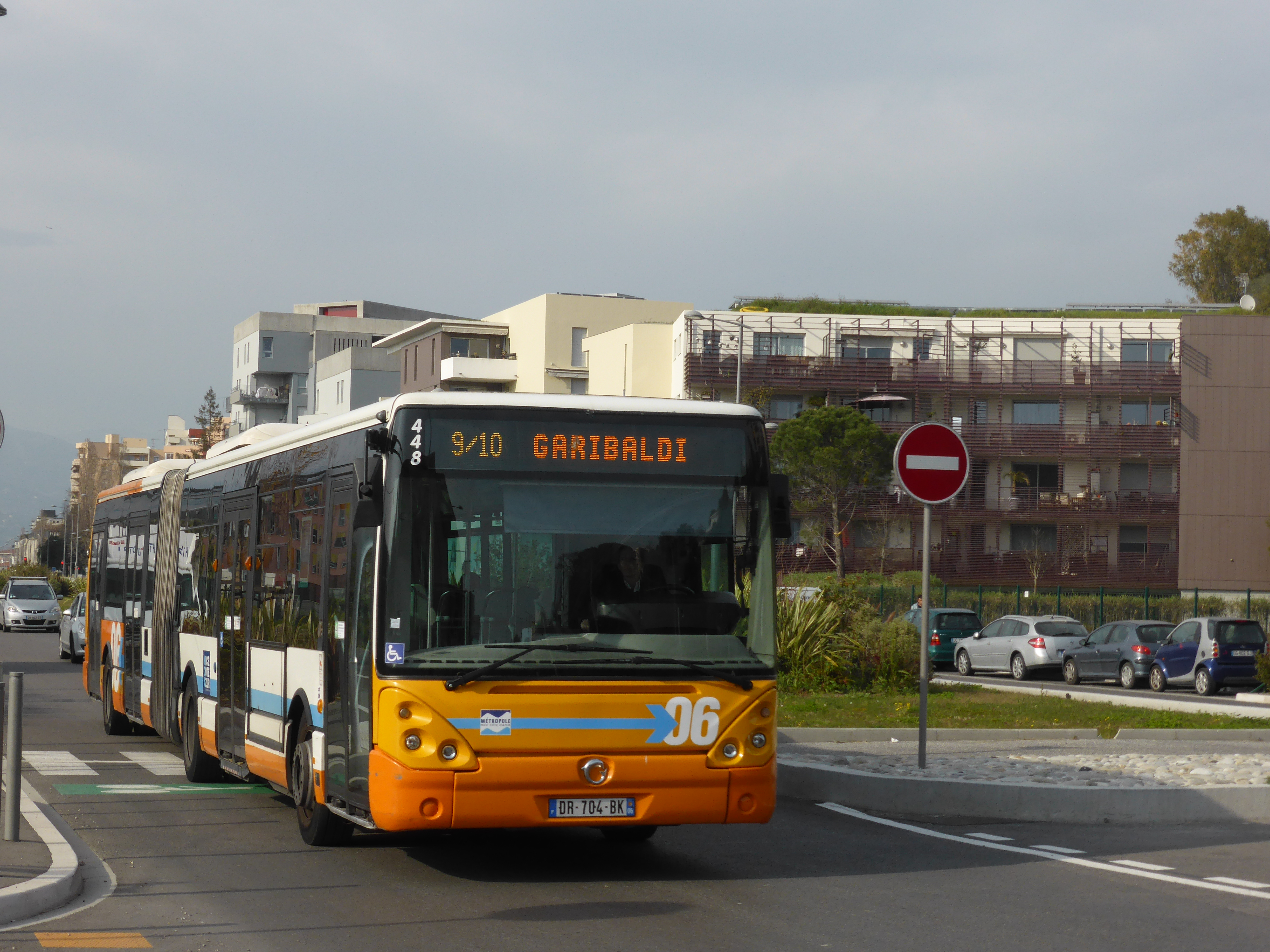
Un Irisbus Citelis 18 de la red Ligne d'Azur

El Citelis 18 se lanzó en 2005. Está disponible una versión de GNC (Citelis 18 GNC). Esta versión cuenta con diez depósitos en el techo, es decir, 1550 litros de GNC, lo que corresponde a una autonomía aproximada de 500 km. Cabe señalar que también existe una opción de 380 caballos de fuerza para el Citelis 18 (opción elegida por las redes de Toulouse y Rochelais, por ejemplo). Estos motores son los más potentes de los de la empresa Iveco para el Irisbus Citelis. El Citelis 18 puede equiparse con guía óptica.
Reemplaza al CityClass 491.18 propulsado por GNC y al Irisbus Agora L. El Urbanway 18 de Iveco Bus lo sucederá. Su principal primo derivado es el Heuliez GX 427.

### Citelis Line
Diseñado para ser un autobús suburbano (ciudades en las afueras de una aglomeración), es más económico que un Citelis con motor diésel. El Citelis Line sustituye al Agora Line (Conocido como Cityline en España). Sólo está disponible en una versión de 12 metros. Su parte trasera es muy diferente a la de los otros Citelis porque su motor está instalado longitudinalmente, lo que representa la principal diferencia con respecto a un Citelis 12. Las luces traseras también están colocadas de forma diferente (verticales, mientras que son horizontales en el resto de la gama). 
Su producción se detuvo en octubre de 2010 debido a las bajas ventas.

### Citelis híbrido

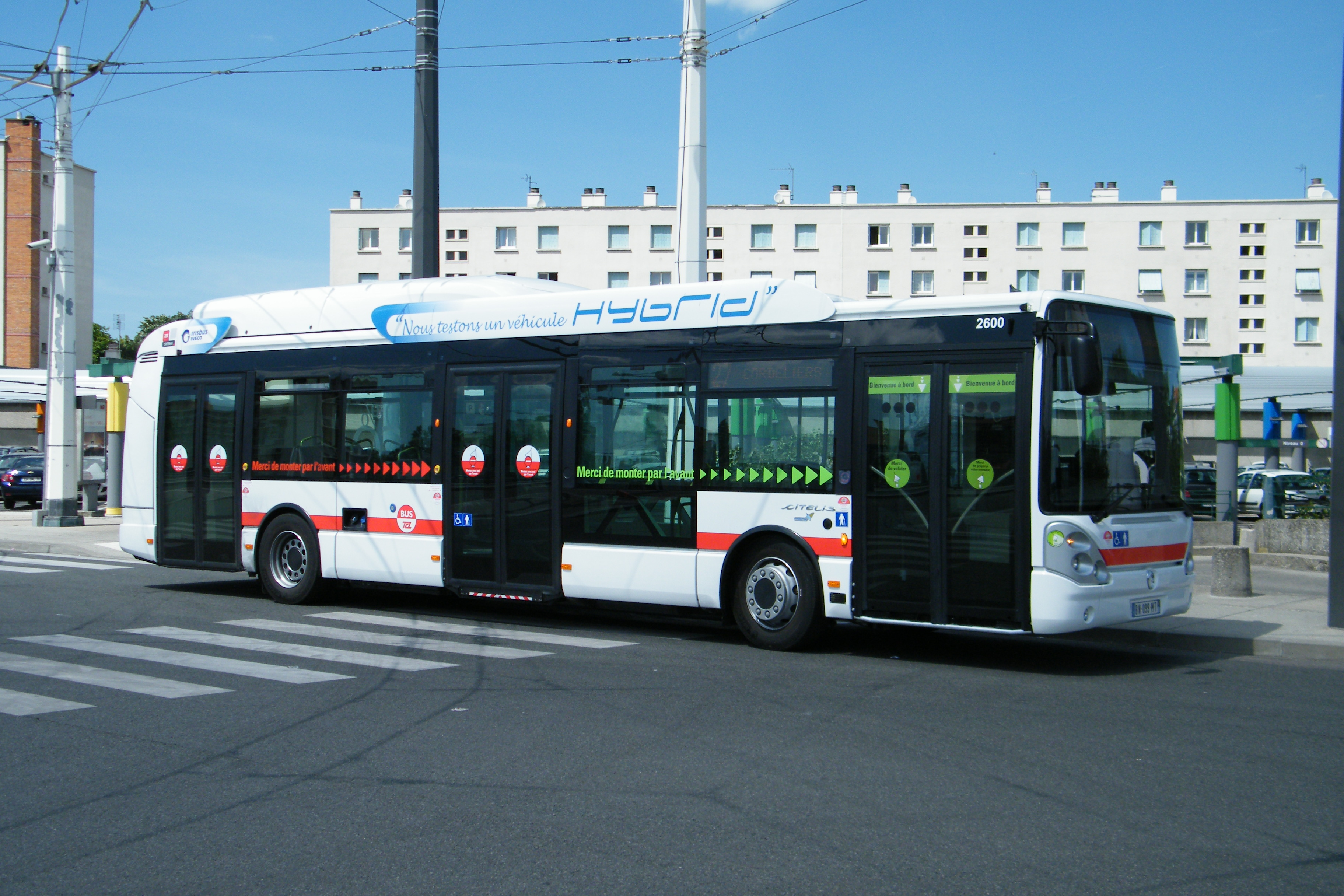
Irisbus Citelis 12 híbrido en Lyon (TCL).

Durante los XXII Encuentros Nacionales de Transporte Público, en noviembre de 2009, Irisbus presentó dos modelos de autobuses híbridos. Diseñados sobre la base de los Citelis 12 y 18, utilizan tecnología híbrida de serie.
Estos autobuses están equipados con el motor Fiat-Iveco Tector 6, en lugar del Cursor 8 en los modelos comercializados en la gama actual, un grupo electrógeno con función Stop and start, un motor eléctrico y baterías de iones de litio. Este sistema permite reducir el consumo de combustible y las emisiones de gases contaminantes gracias, en particular, a la recuperación de energía durante el frenado.

### Citelis 12 y 18 trolebús

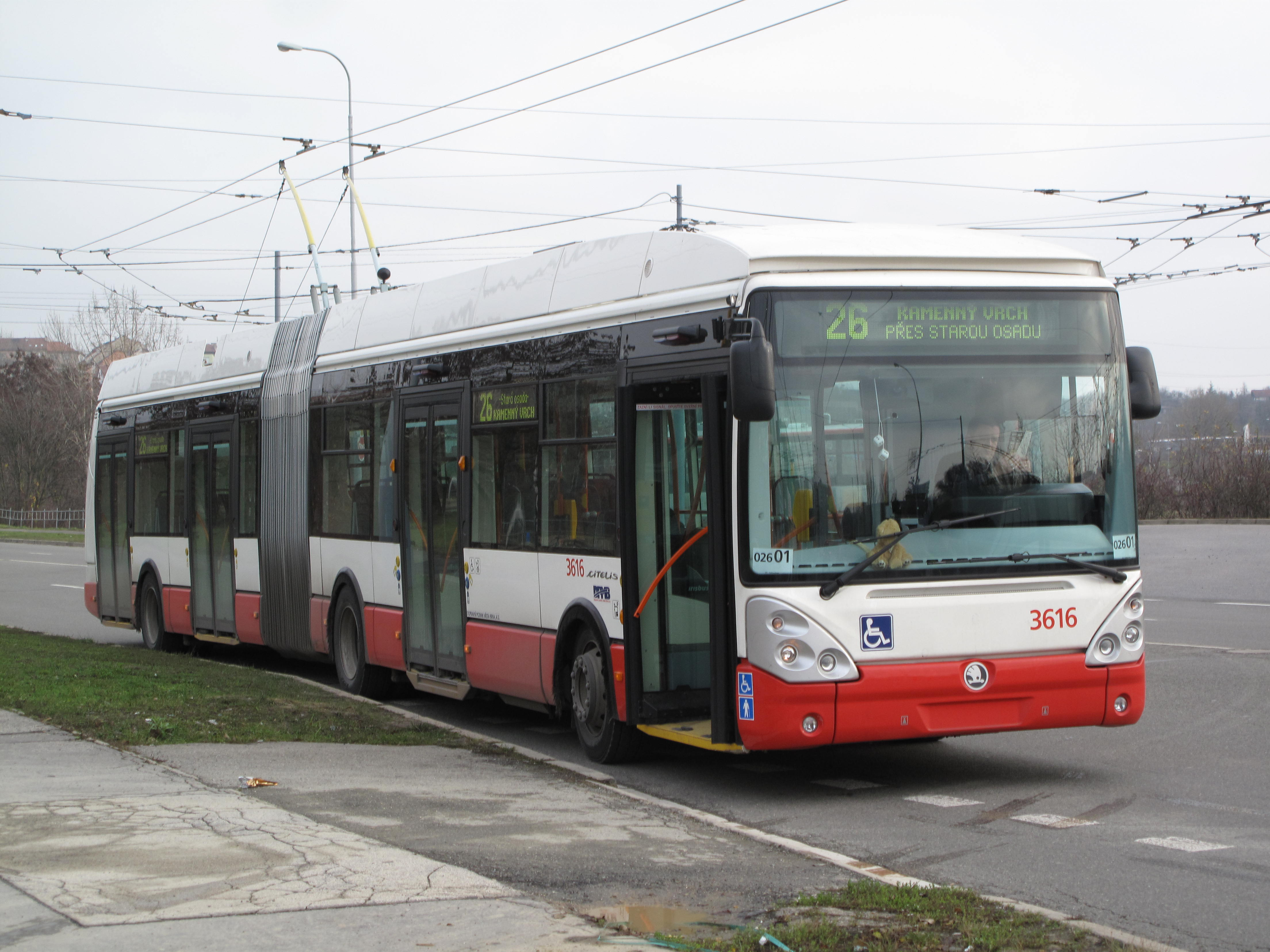
Škoda 25Tr Irisbus

El Citelis también existe en versión trolebús. Lo fabrica Heuliez Bus integrando equipos de tracción suministrados por el fabricante checo Škoda Electric. Está disponible en versiones de 12 y 18 metros.
Iveco ha concedido una licencia de fabricación al fabricante checo que fabrica, en sus fábricas de Škoda Transportation en la República Checa, dos variantes denominadas Škoda 25Tr Irisbus y Škoda 25TrBT Irisbus en 12 y 18 metros.
Se otorgó una segunda licencia al fabricante rumano Astra Bus, que fabrica en Rumania y solo para el mercado rumano, el Citelis Trolleybus 12.
En total, el 20 de abril de 2006, había 70 vehículos 24Tr y 25 Tr vendidos por Škoda y 30 Citelis 12 por Astra Bus.

### Crealis

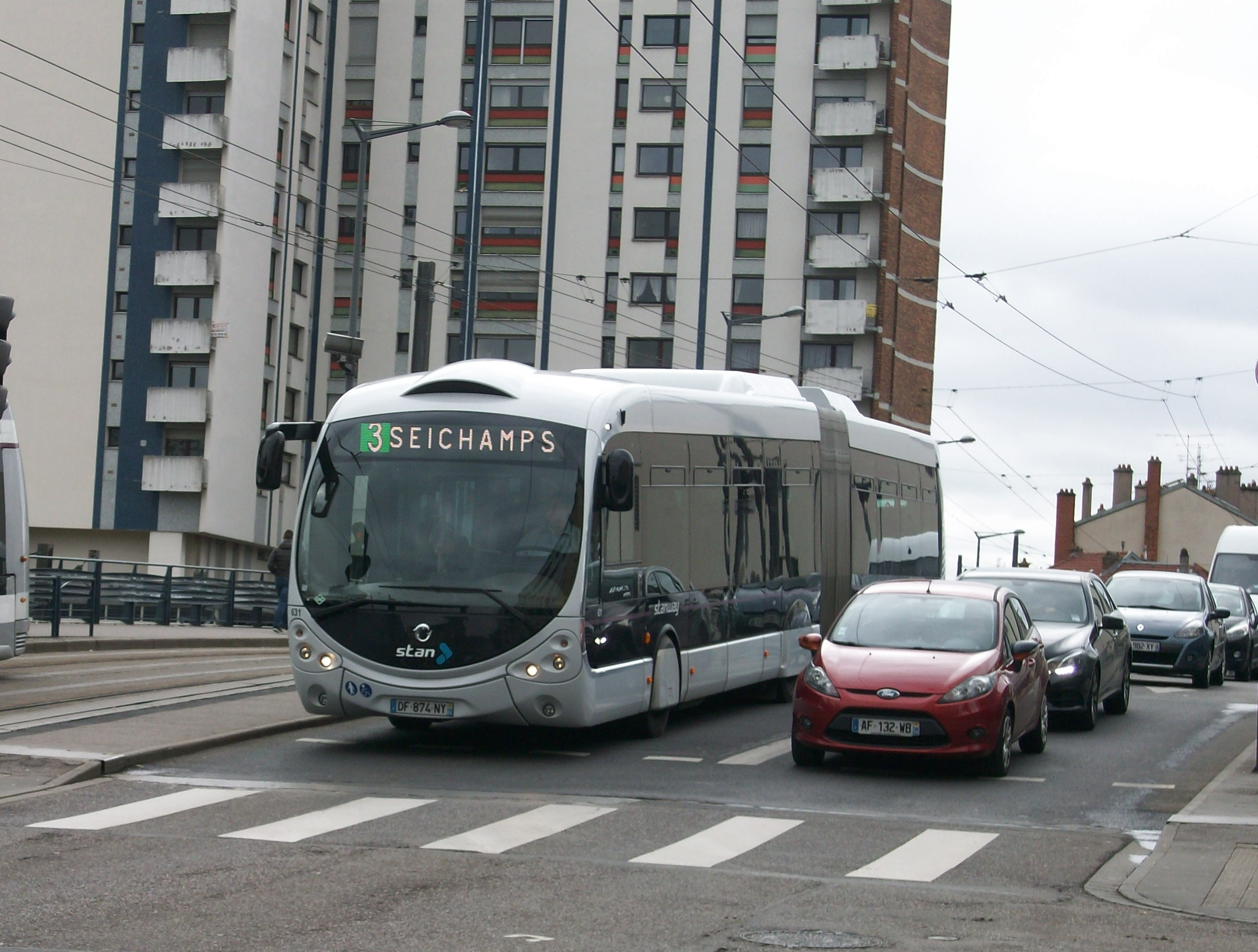
Irisbus Crealis.

El Irisbus Crealis es un autobús de piso bajo producido entre 2008 y 2013 por el fabricante francés de autobuses Irisbus. El autobús se fabrica en la ciudad francesa de Annonay desde 2008. Puede equiparse con una guía de ondas óptica. Entre 2013 y 2014, se suspendió la producción y el desarrollo del Crealis para dar paso al Iveco Bus Urbanway. La producción se reanudó en 2014, y el Crealis se desarrolló a partir del Urbanway. En 2023, el Crealis, al igual que el Urbanway, se rediseñó, y solo los autobuses se alargaron ligeramente.
Ante el deseo cada vez más expresado por las autoridades locales de equiparse con autobuses con un diseño particular, en particular para sus proyectos de líneas de servicio de alto nivel, Irisbus lanza el Crealis, derivado del Citelis, que comparte su plataforma y su mecánica. En 2007 se presentó un primer prototipo. El Crealis está disponible en una versión estándar de 12 metros y una versión articulada de 18 metros.
En el marco del proyecto Tango+, la comunidad urbana de Nîmes Métropole ha seleccionado a Crealis. Para la ocasión, Irisbus trabaja en un nuevo frontal más redondeado. Esta variante se conoce como Crealis Neo.

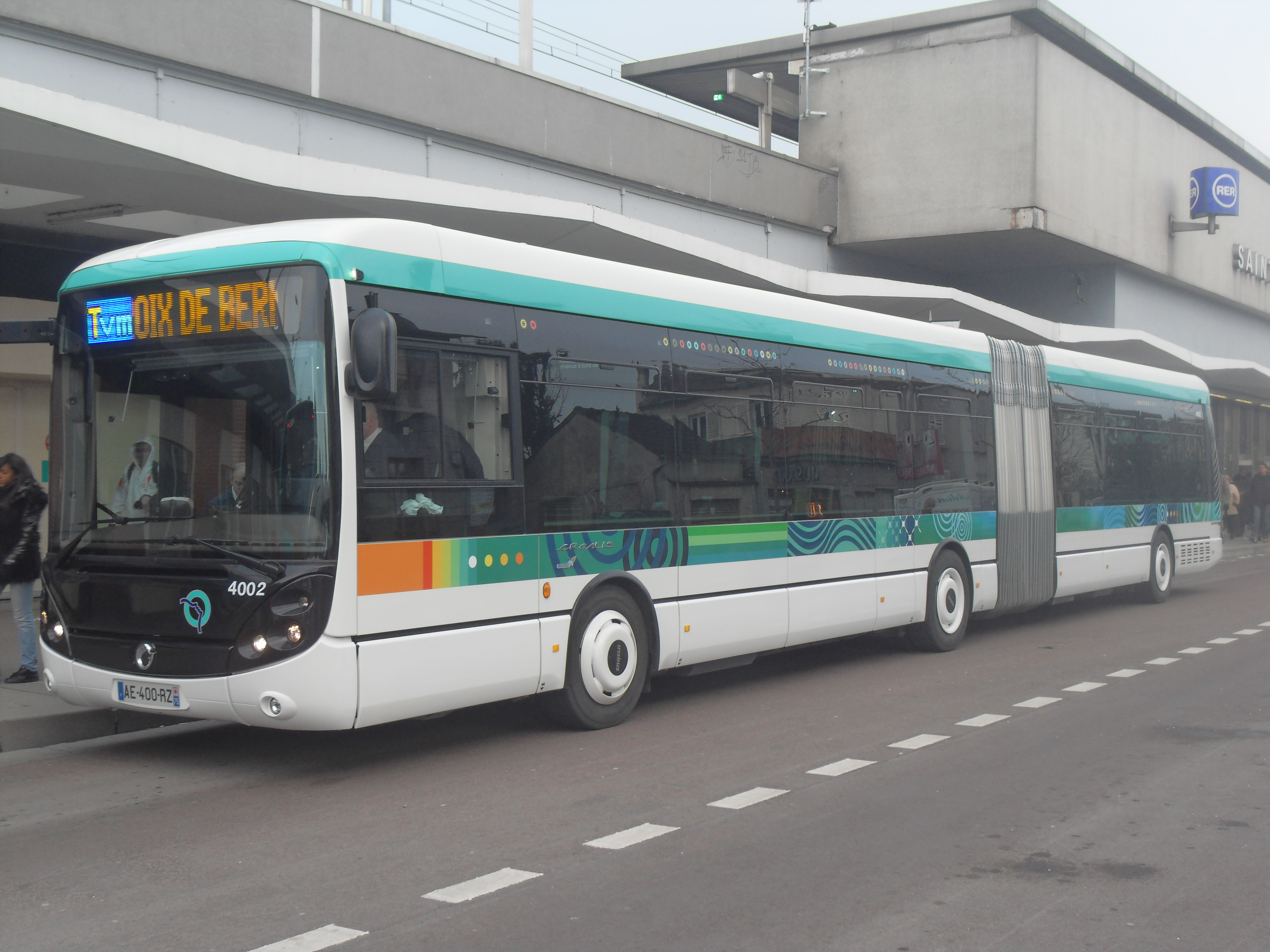
Irisbus Crealis.

En 2014, tras el cese de producción del Citelis, Iveco Bus lanzó una nueva versión del Crealis, basada en el Urbanway.
Existen ocho versiones del Crealis. Estas versiones difieren no solo en longitud, sino también en apariencia. Se dividen en dos clases:
- Clase Estándar
- Clase NEO

Desde 2013, solo la Clase NEO se encuentra en producción.

### Hynovis
El Irisbus Hynovis fue un prototipo de autobús urbano híbrido presentado por Irisbus Iveco en 2008, que destacó por su vanguardista diseño y por la implementación de una innovadora línea de conducción híbrida hidráulica que mejoraba la eficiencia medioambiental del transporte público, fue presentado en el Transports Public 2008 
Diseñado en colaboración con la empresa de transporte urbano de París, Hynovis se ha realizado a partir de un autobús urbano de 12 metros con capacidad para transportar un 8% más de pasajeros que los vehículos tradicionales de esta longitud, y con una tara inferior a una tonelada. Consume un 30% menos de carburante que el vehículo estándar, y las emisiones de NOx en carretera son un 50% más bajas que las previstas por Euro 5. Las suspensiones independientes en todas las ruedas, con doble eje anterior de reducidas dimensiones y ruedas sencillas en el eje de dirección, contribuyen a mejorar la accesibilidad, maniobrabilidad y confort.
Hynovis incorpora dos sistemas hidráulicos: uno para la función Stop&Start y otro para la recuperación de energía durante la frenada. El sistema aúna dos funciones:
- Detiene el motor cuando el autobús está parado y lo vuelve a encender rápidamente (en 0,3 segundos) antes de arrancar;
-  Alimenta los sistemas auxiliares con el motor parado, a través de un innovador dispositivo de acumulación mixto que une baterías y supercondensadores.
El sistema de recuperación de la energía de frenado posee motobombas hidráulicas que garantizan un nivel de eficiencia similar al de las tecnologías híbridas de los competidores.
Hynovis es el primer autobús equipado con tres ejes y ruedas de dirección completamente independientes. Esta solución permite mantener el radio de giro y curva estándar aunque el paso sea mayor.
Su estructura permite incrementar en un 8% la capacidad de pasajeros en comparación con un autobús de 12 metros, a pesar de reducir su perso en una tonelada. Su propulsión hidráulica reduce el consumo de diesel y las emisiones de CO2 en 30%, y las de NOX en un 50%. El Hynovis Concept nace bajo el marco del PREDIT (el Programa Nacional Francés para la Investigación y Desarrollo de los Transportes Terrestres). Hynovis Concept es el resultado del trabajo de Irisbus Iveco con RATP (la autoridad del transporte público de Paris). El prototipo se ha desarrollado sobree un vehículo diesel de 12 metros. El autobús es propulsado por dos sistemas hidráulicos: un sistema parada y arranque que detiene el motor momentáneamente mientras está realizando una parada y un sistema de recuperación de energía de frenado. Su tecnología híbrida es mixta, combina baterias y supercapacitadores. 

## Características

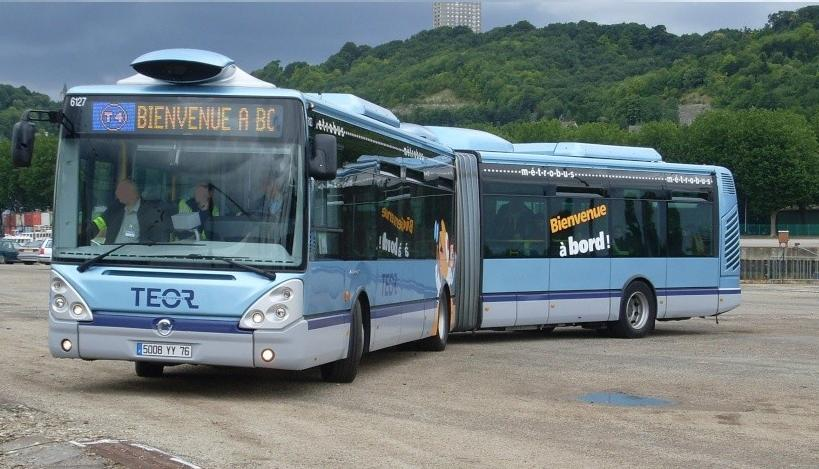
Irisbus Citelis 18 equipado con guía óptica

El frontal ha sido completamente rediseñado, a diferencia de la tapa trasera, que es casi idéntica a la del Agora, su antecesor. Las luces delanteras triangulares colocadas horizontalmente y las luces traseras redondas son nuevas. El compartimento mecánico se ha revisado al estilo Iveco para evitar el sobrecalentamiento del motor que ocurría con los Renault Agora más antiguos equipados con motores Renault.
Los Citelis están equipados con un motor Iveco Cursor 8, con una cilindrada de 7,8 litros y disponible en versiones de 245, 290 y 380 CV (reservado para la versión articulada), montado en posición trasera transversal y vertical. Están disponibles dos versiones, diésel o gas, ambas cumpliendo la normativa Euro 4. Iveco también ofrece una versión EEV, que ya cumple con la futura normativa Euro 5. También existe una versión GNC. La caja de cambios es automática, tipo ZF o Voith.

### Dimensiones
| Modelos                                | Citelis 10                       | Citelis 12                                                    | Citelis 18                                                               | Citelis Line                                                  | Citelis Trolley 12 / 18                                                                | Crealis 12            | Crealis 18            |
| -------------------------------------- | -------------------------------- | ------------------------------------------------------------- | ------------------------------------------------------------------------ | ------------------------------------------------------------- | -------------------------------------------------------------------------------------- | --------------------- | --------------------- |
| Longitud (mm)                          | 10 460                           | 11 990                                                        | 17 800                                                                   | 11 990                                                        | 11,99 m / 17,80 m                                                                      | - 11 990 - Neo 12 325 | - 17 900 - Neo 18 235 |
| Anchura (mm) (sin retrovisores)        | 2500                             | 2500                                                          | 2500                                                                     | 2500                                                          | 2500                                                                                   | 2500                  | 2500                  |
| Altura                                 | 2,85 m (sin climatizador ni GNC) | 2,85 m (sin climatizador ni GNC)                              | 3,185 m (sin climatizador ni GNC)                                        | 2,85 m (sin climatizador)                                     | 3,50 m (sin postes)                                                                    | - 3125 - Neo 3223     | - 3125 - Neo 3223     |
| Distancia entre ejes                   |                                  |                                                               |                                                                          |                                                               |                                                                                        |                       |                       |
| Voladizo                               |                                  |                                                               |                                                                          |                                                               |                                                                                        |                       |                       |
| Radio de giro                          |                                  |                                                               |                                                                          |                                                               |                                                                                        |                       |                       |
| Peso al vacío                          |                                  |                                                               |                                                                          |                                                               |                                                                                        |                       |                       |
| Peso total autorizado en carga.        |                                  | 19 t max                                                      | 32 t max                                                                 | 19 t max                                                      | 19 t max / 32 t max                                                                    |                       |                       |
| Habilidad de sentado + de pie = máximo |                                  | 90 personas (variable en función de la distribución interior) | 43 + 67 = 110 personas (variable en función de la distribución interior) | 90 personas (variable en función de la distribución interior) | 90 personas / 43 + 67 = 110 personas (variable en función de la distribución interior) |                       |                       |
| Puertas                                | 2 y 3 puertas                    | 2 y 3 puertas                                                 | 3 y/o 4 puertas                                                          | 2 y 3 puertas                                                 | 2 y 3 puertas / 3 y 4 puertas                                                          |                       |                       |
| Altura de piso                         | 330                              | 330                                                           | 330                                                                      | 330                                                           | 330                                                                                    |                       |                       |

|                          | Crealis Neo 12                               | Crealis Neo 18                               |
| ------------------------ | -------------------------------------------- | -------------------------------------------- |
| Longitud (m)             | 12,352                                       | 18,235                                       |
| Anchura (m)              | 2,550                                        | 2,550                                        |
| Altura (m)               | 3,223                                        | 3,223                                        |
| Distancia entre ejes (m) | 5,355                                        | 5,355 / 6,675                                |
| Voladizo (av/ar) (m)     | 3,045 / 3,160                                | 2,710 / 3,045                                |
| Radio de giro (m)        | 10,966                                       | 10,260                                       |
| Peso total de carga (t)  | 19,000                                       | 29,100                                       |
| Capacidad                | Cerca de 100 lugares, dependiendo del diseño | Cerca de 150 lugares, dependiendo del diseño |
| Puertas                  | 2 y 3 puertas                                | 3 y 4 puertas                                |
| Altura de piso (mm)      | 320                                          | 320                                          |

### Motorizaciones
El Citelis se fabricó en cuatro versiones con diferentes combustibles: diésel, gas natural comprimido (GNC), híbrido y trolebús (Irisbus Skoda 24Tr).
El motor, en las versiones diésel y de GNC, es un Iveco Cursor 8 de seis cilindros en línea con una cilindrada de 7,79 l y una potencia máxima de 245, 290 o 380 CV para las versiones diésel y de 245, 290 o 330 CV para las versiones de GNC. La versión híbrida, por otro lado, está equipada con el Iveco Tector 6, con una cilindrada de 5,9 l y una potencia de 300 CV. En todas las versiones, el motor está montado transversalmente en el compartimento trasero del vehículo. Sin embargo, la versión "Line", dirigida principalmente al mercado francés, tiene el motor montado longitudinalmente. Ambas están asociadas a la transmisión automática Voith DIWA 5 de cuatro velocidades.
En su lanzamiento, el motor cumplía la normativa europea de emisiones contaminantes Euro 4, alcanzando la Euro 5 en 2006 con el lanzamiento de la versión EEV (Enhanced Environmentally-friendly Vehicle).
|                  | Citelis 10                                                              | Citelis 12                                                              | Citelis 18                                                                                | Citelis Line                                                                                             | Citelis Trolleybus 12 / 18                                                     |
| ---------------- | ----------------------------------------------------------------------- | ----------------------------------------------------------------------- | ----------------------------------------------------------------------------------------- | --- | ------------------------------------------------------------------------------ |
| Motorización     | IVECO Cursor 8 (Euro 3 - 4 & 5+EEV) - 180 kW (245 CV) o 213 kW (290 CV) | IVECO Cursor 8 (Euro 3 - 4 & 5+EEV) - 180 kW (245 CV) o 213 kW (290 CV) | Iveco Cursor 8 (Euro 3 - 4 & 5+EEV) - 180 kW (245 CV) o 213 kW (290 CV) o 279 kW (380 CV) | Iveco Cursor 8 (Euro 3 - 4 & 5+EEV) - 180 kW (245 CV) o 213 kW (290 CV) - (fitro de partículas opcional) | Škoda 18ML 3550 K/4 240 kW - 600 / 750 V + motor auxiliar térmico Euro4 100 kW |
| Transmisión      | Propulsión (en las ruedas traseras)                                     | Propulsión (en las ruedas traseras)                                     | Propulsión (en las ruedas traseras)                                                       | Propulsión (en las ruedas traseras)                                                                      | Propulsión (en las ruedas traseras)                                            |
| Cajas de cambios | Automático de 3 a 6 marchas, ZF Ecomat o Voith                          | Automático de 3 a 6 marchas, ZF Ecomat o Voith                          | Automático de 3 a 6 marchas, ZF Ecomat o Voith                                            | Automático de 3 a 6 marchas, ZF o Voith                                                                  |                                                                                |
| Frenos           | Discos neumáticos (delanteros) y tambores (traseros)                    | Discos neumáticos (delanteros) y tambores (traseros)                    | Discos neumáticos (delanteros) y tambores (traseros)                                      | Discos neumáticos (delanteros) y tambores (traseros)                                                     | Discos neumáticos (delanteros) y tambores (traseros)                           |
| Suspensión       | Cojines de aire; Amortiguadores hidráulicos y barras de torsión         | Cojines de aire; Amortiguadores hidráulicos y barras de torsión         | Cojines de aire; Amortiguadores hidráulicos y barras de torsión                           | Cojines de aire; Amortiguadores hidráulicos y barras de torsión                                          | Cojines de aire; Amortiguadores hidráulicos y barras de torsión                |
| Dirección        | Hidráulica de piñón y cremallera                                        | Hidráulica de piñón y cremallera                                        | Hidráulica de piñón y cremallera                                                          | Hidráulica de piñón y cremallera                                                                         | Hidráulica de piñón y cremallera                                               |

|                 | Crealis 12 | Crealis 18 |
| --------------- | --- | --- |
| Motores         | Iveco Cursor 8 180 kW (Euro IV, Euro V) Iveco Cursor 8 213 kW (Euro IV, Euro V) Iveco Cursor 8 CNG 154 kW Iveco Cursor 8 CNG 200 kW | Iveco Cursor 8 213 kW (Euro IV, Euro V) Iveco Cursor 8 280 kW (Euro IV, Euro V) Iveco Cursor 8 CNG 200 kW Iveco Cursor 8 CNG 230 kW |
| Transmisión     | Eje trasero pórtico inverso con doble reducción ZF o Iveco                                                                          | Eje trasero pórtico inverso con doble reducción ZF o Iveco                                                                          |
| Caja de cambios | Voith D854.5 ZF5HP-504C ZF6HP-504C                                                                                                  | Voith D864.5 ZF5HP-604C ZF6HP-604C                                                                                                  |
| Frenos          | Discos neumáticos (delanteros y traseros) con ABS, ASR & EBS                                                                        | Discos neumáticos (delanteros y traseros) con ABS, ASR & EBS                                                                        |
| Suspensión      | Muelles neumáticos ; Amortiguadores hidráulicos y barras de torsión                                                                 | Muelles neumáticos ; Amortiguadores hidráulicos y barras de torsión                                                                 |
| Dirección       | Tipo ZF, asistido por piñon y cremallera hidráulica                                                                                 | Tipo ZF, asistido por piñon y cremallera hidráulica                                                                                 |

|                 | Crealis Neo 12 | Crealis Neo 18 | Crealis Neo 18 trolebús                                                |
| --------------- | --- | --- | ---------------------------------------------------------------------- |
| Motor           | Iveco Cursor 8 180 kW (Euro IV, Euro V) Iveco Cursor 8 213 kW (Euro IV, Euro V) Iveco Cursor 8 GNC 154 kW Iveco Cursor 8 GNC 200 kW | Iveco Cursor 8 213 kW (Euro IV, Euro V) Iveco Cursor 8 280 kW (Euro IV, Euro V) Iveco Cursor 8 GNC 200 kW Iveco Cursor 8 GNC 230 kW | Škoda Electric 280 kW + térmico FPT Tector 4 Euro6 y alternador 100 kW |
| Transmisión     | Eje trasero pórtico inverso con doble reducción ZF o Iveco                                                                          | Eje trasero pórtico inverso con doble reducción ZF o Iveco                                                                          | Eje trasero pórtico inverso con doble reducción ZF o Iveco             |
| Caja de cambios | Voith D854.5 ZF5HP-504C ZF6HP-504C                                                                                                  | Voith D864.5 ZF5HP-604C ZF6HP-604C                                                                                                  | Voith D864.5 ZF5HP-604C ZF6HP-604C                                     |
| Frenos          | Discos neumáticos (delantero y trasero) con ABS, ASR & EBS                                                                          | Discos neumáticos (delantero y trasero) con ABS, ASR & EBS                                                                          | Discos neumáticos (delantero y trasero) con ABS, ASR & EBS             |
| Suspensión      | Cojines neumáticos; Amortiguadores hidráulicos y barras de torsión                                                                  | Cojines neumáticos; Amortiguadores hidráulicos y barras de torsión                                                                  | Cojines neumáticos; Amortiguadores hidráulicos y barras de torsión     |
| Dirección       | Tipo ZF, asistido por piñon y cremallera hidráulica                                                                                 | Tipo ZF, asistido por piñon y cremallera hidráulica                                                                                 | Tipo ZF, asistido por piñon y cremallera hidráulica                    |

### Motorización térmica
| Uso                    | 10; 12                       | 10; 12; 18                   | 18                           | 10; 12                       | 10; 12; 18                   | 18                           |
| ---------------------- | ---------------------------- | ---------------------------- | ---------------------------- | ---------------------------- | ---------------------------- | ---------------------------- |
| Combustible            | Diésel                       | Diésel                       | Diésel                       | GNC                          | GNC                          | GNC                          |
| Motor                  | Iveco Cursor 8               | Iveco Cursor 8               | Iveco Cursor 8               | Iveco Cursor 8               | Iveco Cursor 8               | Iveco Cursor 8               |
| Construcción           |                              |                              |                              |                              |                              |                              |
| Tipo                   | 6 cilindros en línea         | 6 cilindros en línea         | 6 cilindros en línea         | 6 cilindros en línea         | 6 cilindros en línea         | 6 cilindros en línea         |
| Normativa de emisiones | Euro 5                       | Euro 5                       | Euro 5                       | EEV                          | EEV                          | EEV                          |
| Cilindrada             | 7,8 L                        | 7,8 L                        | 7,8 L                        | 7,8 L                        | 7,8 L                        | 7,8 L                        |
| Potencia máxima        | 180 kW (245 CV) a 1850 r/min | 213 kW (290 CV) a 2050 r/min | 280 kW (380 CV) a 2050 r/min | 180 kW (245 CV) a 1850 r/min | 213 kW (290 CV) a 2000 r/min | 243 kW (330 CV) a 2000 r/min |
| Par máximo             | 1100 N m a 1040 r/min        | 1100 N m a 1040 r/min        | 1500 N m a 1125 r/min        | 1000 N m a 1100 r/min        | 1100 N m a 1100 r/min        | 1300 N m a 1200 r/min        |
| Consumo + CO2          |                              |                              |                              |                              |                              |                              |

### Motorización híbrida
Las versiones híbridas de 12 metros utilizan tecnología híbrida en serie.
| Uso                      | Citelis 12 Hybrid                                       | Citelis 18 Hybrid                                       |
| ------------------------ | ------------------------------------------------------- | ------------------------------------------------------- |
| Motor térmico            | Iveco Tector 6 6 cilindros en línea Combustible: diésel | Iveco Tector 6 6 cilindros en línea Combustible: diésel |
| Normativa de emisiones   | EEV                                                     | EEV                                                     |
| Cilindrada               | 5910 cm3* (5,91 L)                                      | 5910 cm3* (5,91 L)                                      |
| Potencia                 | 220 kW (300 CV) a 1850 r/min                            | 220 kW (300 CV) a 1850 r/min                            |
| Par                      | 1050 N m                                                | 1050 N m                                                |
| Disposición              | Transversal vertical en voladizo trasero.               | Transversal vertical en voladizo trasero.               |
| Generatrices             |                                                         |                                                         |
| Tipo                     | Con imán permanente.                                    | Con imán permanente.                                    |
| Potencia                 | 140 kW                                                  | 200 kW                                                  |
| Refrigeración            | Agua-glucólisis                                         | Agua-glucólisis                                         |
| Disposición del conjunto | Transversal en el voladizo trasero.                     | Transversal en el voladizo trasero.                     |

| Uso                        | Citelis 12 Hybrid   | Citelis 18 Hybrid   |
| -------------------------- | ------------------- | ------------------- |
| Motor eléctrico            |                     |                     |
| Tipo                       | Asíncrono.          | Asíncrono.          |
| Potencia máxima y contínua | 120 kW / 175 kW     | 160 kW / 200 kW     |
| Par máximo e intermitente  | 2360 N m / 3300 N m | 3800 N m / 5100 N m |
| Reductora                  | 4:1                 | 4:1                 |
| Refrigeración              | Agua-glucólisis     | Agua-glucólisis     |
| Nombre                     | 1 por vehículo      | 1 por vehículo      |

### Diseño de interiores
La configuración de los asientos variable.

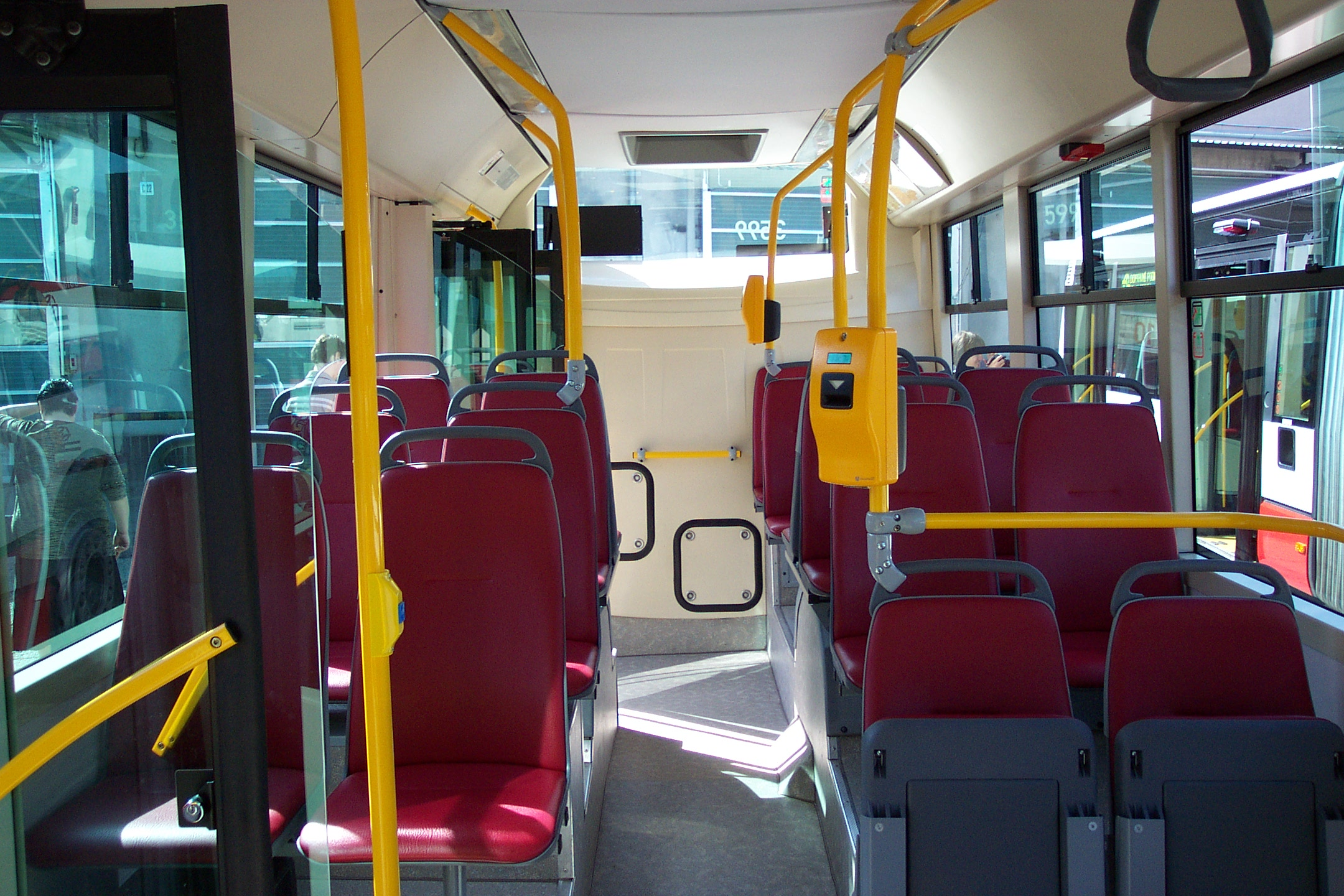
Vista trasera de un modelo con motor transversal (diésel y GNC)
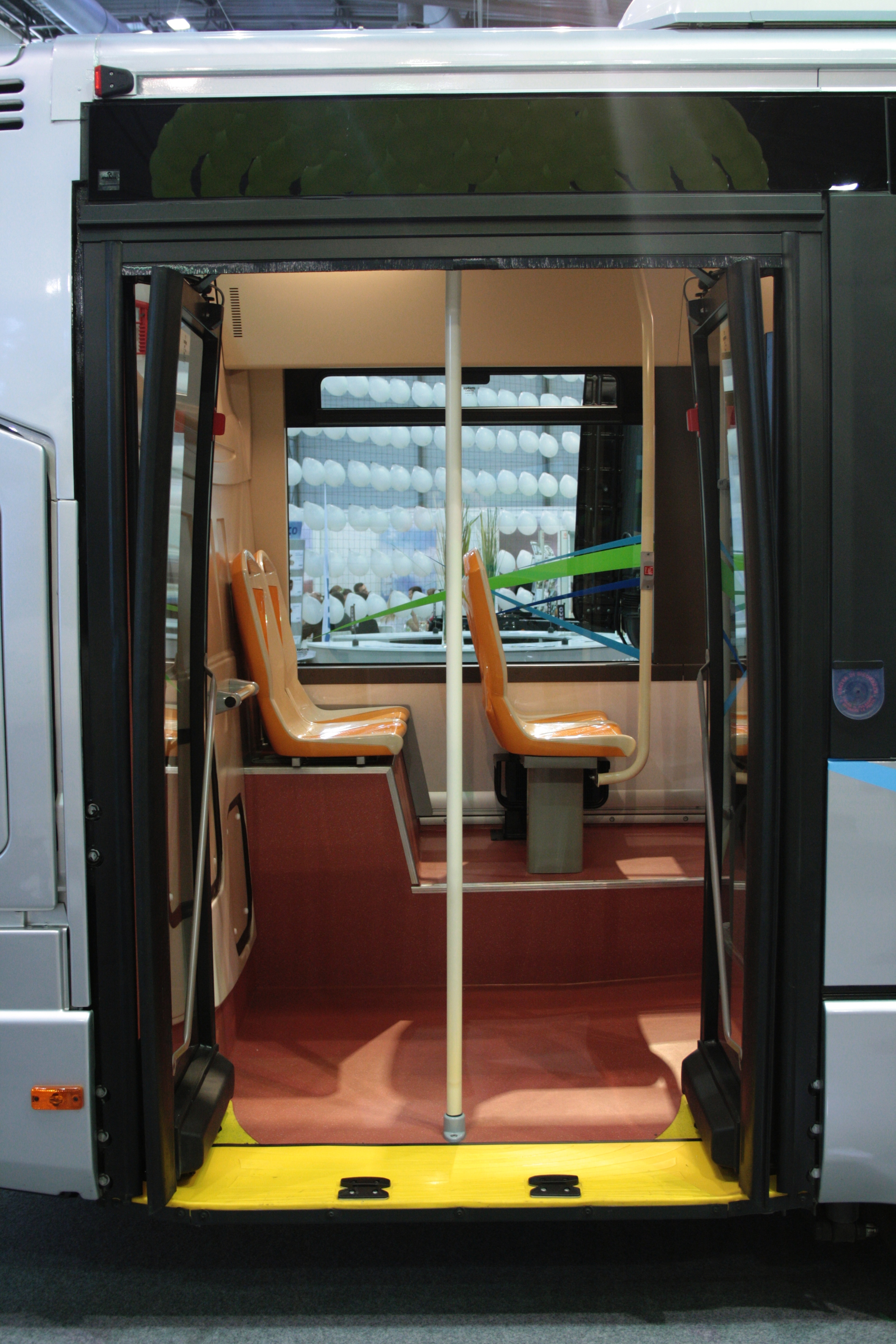
Mismo.
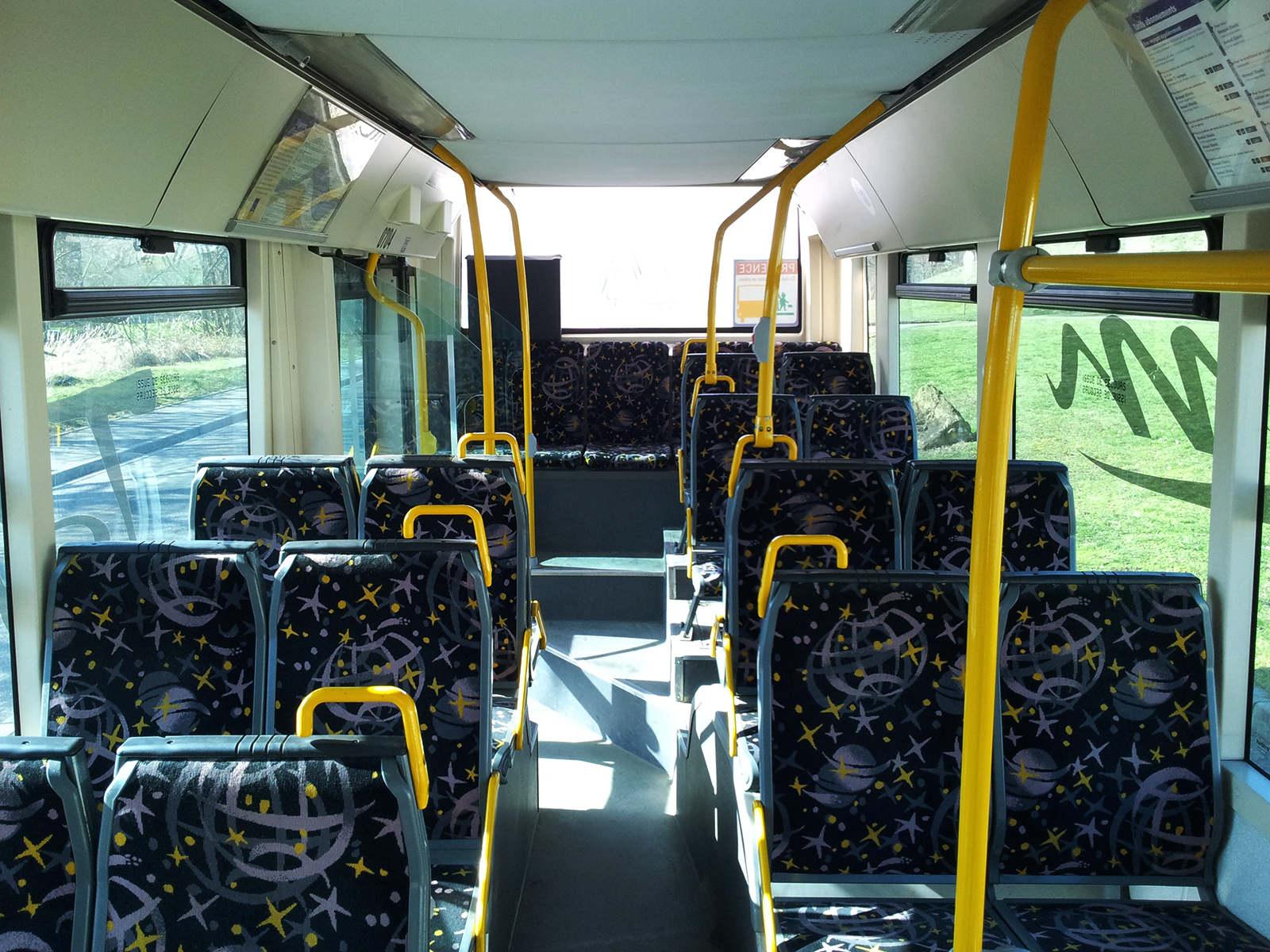
Vista trasera de un modelo con motor longitudinal (Citelis Line).
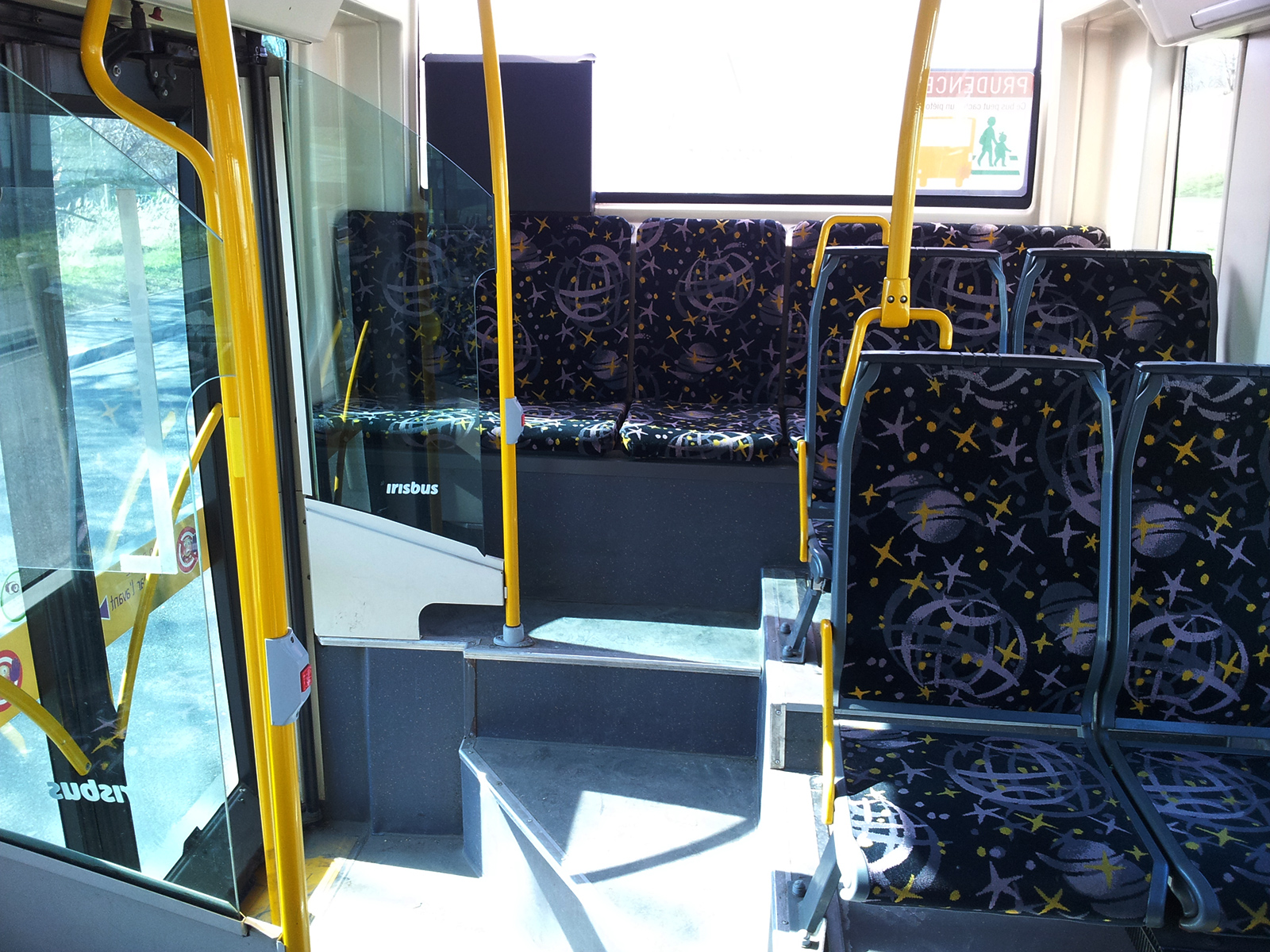
Mismo.
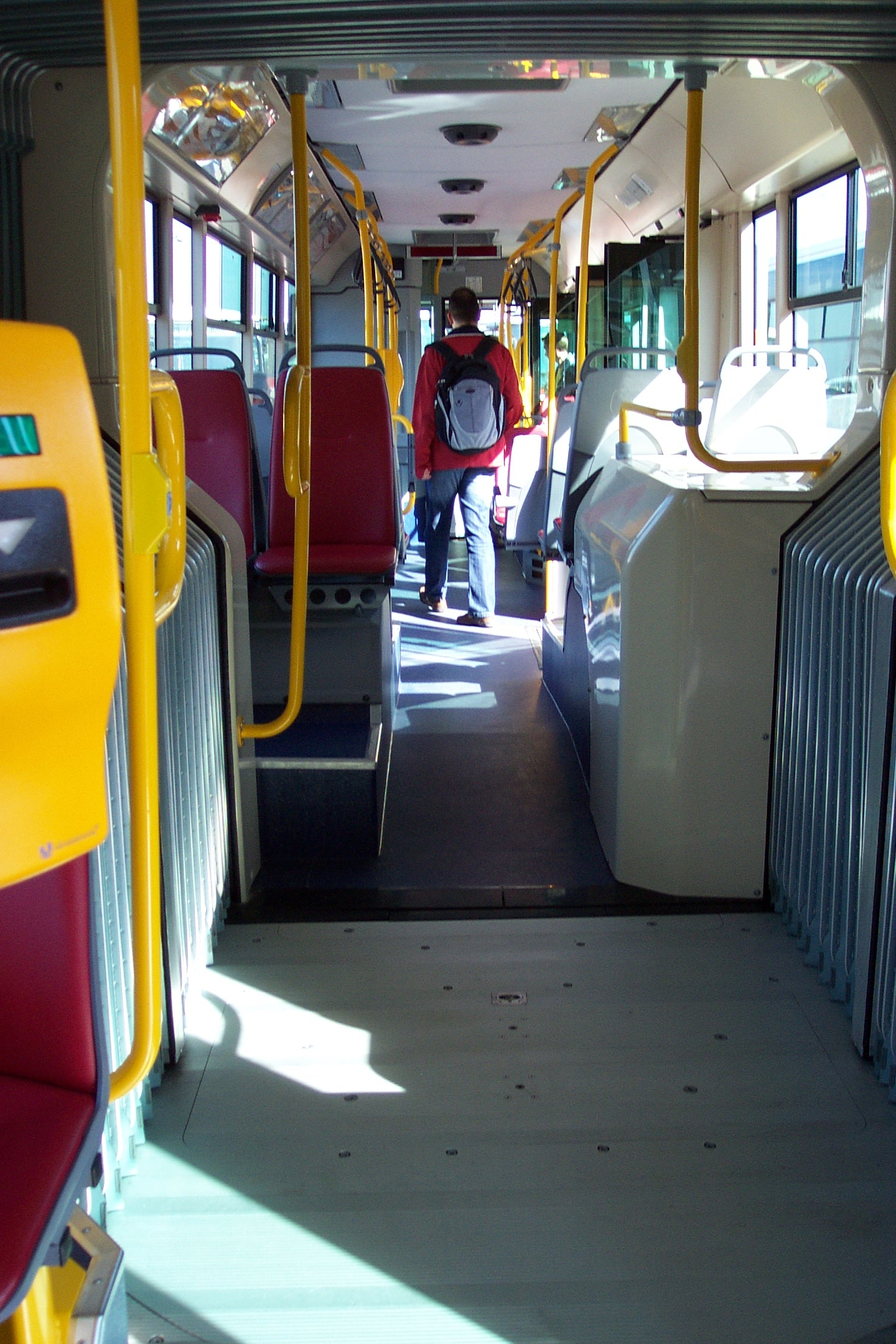
Vista de nivel de particulación con el reservorio de combustible de modelos diésel (en la derecha)

## Difusión

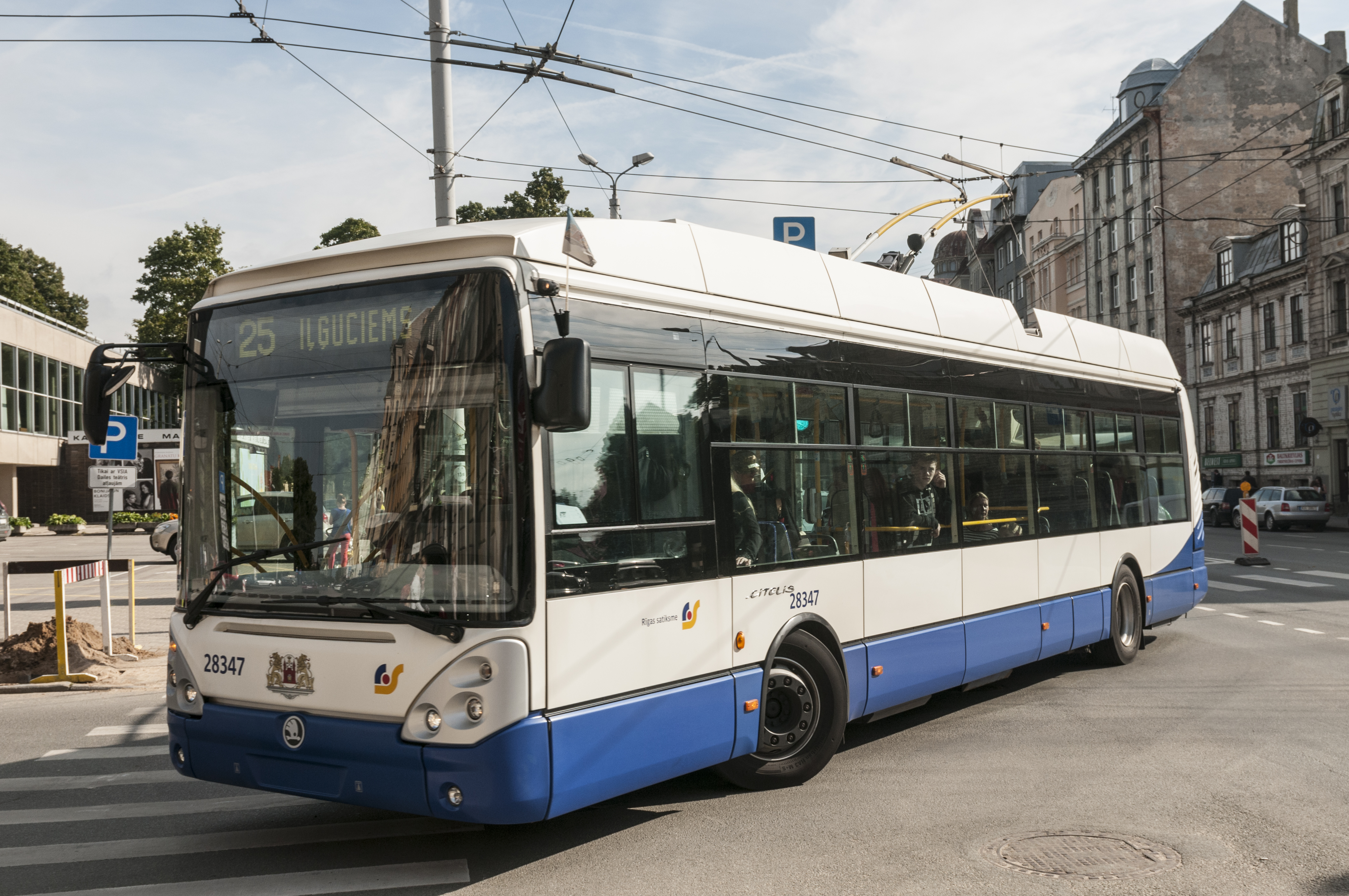
El trolebús Irisbus Škoda 24Tr en servicio en Riga por encargo de Rīgas Satiksme

### Francia

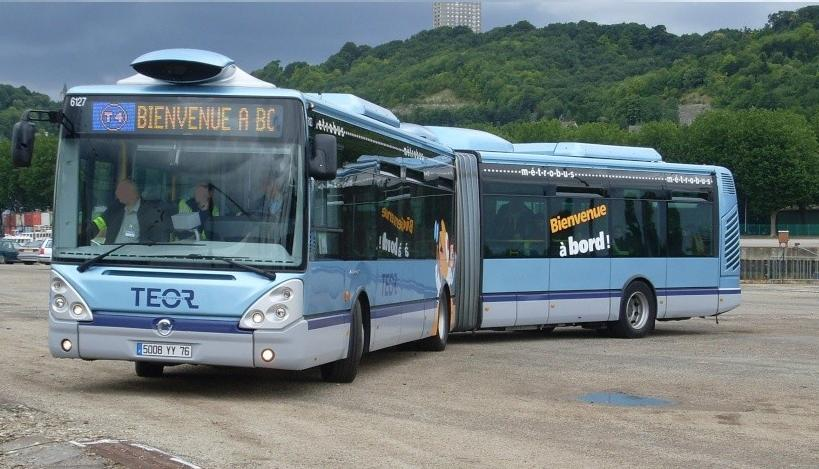
Citelis 18 con sistema de guiado óptico en Rouen

La RATP (París) ha adquirido varias unidades.
En Ruan, VTNI (grupo Veolia Transport) ha adquirido varios Citelis, equipándolos con un sistema de guiado óptico.

### Italia
ATAC (Roma) adquirió inicialmente 24 Citelis 12 GNC en 2010, para sustituir algunos CityClass destruidos por un incendio en el depósito de Tor Pagnotta, con librea gris y matriculados 4501-4524. En 2013 adquirió otros 337 Citelis diésel, de los que 206 eran de 12 metros y 131 de 18 metros, todos ellos de color rojo y matriculados con los números 3001-3206 y 401-531 respectivamente.
Brescia Trasporti ha acquistato 17 Citelis 12 GNC, di cui uno usato, immatricolandoli 674-690. Ad essi si aggiungono 20 Citelis 18 sempre GNC immatricolati 700-719.
En 2010, GTT (Turín) puso en circulación 100 Citelis 12 diésel, en sustitución de los vehículos Euro 0, con los colores azul, gris y amarillo y matriculados entre el 3000 y el 3099. Se adquirieron otros 81 Citelis 12 diésel con el mismo diseño entre 2012 y 2014, matriculados con los números 3300-3380. Otro grupo de Citelis 18, incluidos 4 de GNC y 8 diésel, fueron adquiridos entre 2010 y 2011.
T>PER (Emilia-Romaña) posee varios autobuses de 12 metros propulsados por GNC que operan en la zona de Bolonia desde 2012/2013.
Conerobus (Ancona) adquirió un autobús suburbano de 18 metros equipado con GNC en 2007, dos autobuses suburbanos de 12 metros equipados con GNC en 2009 y 16 autobuses urbanos de 10 metros equipados con GNC en 2010. En 2017, adquirió seis autobuses urbanos diésel de 12 metros a Trieste Trasporti y, en 2020, otro autobús urbano diésel de 12 metros, también de segunda mano, de una empresa francesa.
CTM (Cagliari) adquirió 24 unidades, que se pusieron en circulación en otoño de 2008 con las matrículas 512 a 536. A partir de 2022 se inició una retirada progresiva de los vehículos, sustituyéndolos por varios vehículos Iveco Bus Urbanway.

## En la cultura popular
- En películas de Disney, como Cars 2 y Aviones: Equipo de rescate, aparece un Irisbus Citelis como personajes como Emmanuel, Chris Compass, Linus Lines, Trudy Trailway y Valerie Vistaview, Emmanuel es un autobús que aparece en París, entre el tráfico. Espera impaciente detrás de Mate, quien lucha por entrar en la rotonda del Arco del Triunfo sin chocar con otros coches,[19] está pintado principalmente de azul, con líneas blancas y rojas a los lados que representan la bandera de Francia. También incluye dos franjas amarillas. Una de las franjas amarillas a cada lado tiene escrita en rojo la marca registrada de Parisian Car Tours.
- En Aviones: equipo de rescate, carecen del tradicional emblema Irisbus en sus frentes.